# Spesa (bilancio comunale)
Per spesa nel bilancio comunale si riferisce a tutti i costi che, a vario titolo, sono di competenza del comune nel corso dell'anno; questi costi possono consistere sia in spese di gestione annuali, che includono il personale, le utenze e l'erogazione di servizi pubblici, che in spese di lungo termine, per infrastrutture o per l'acquisto di immobili. 
Qualsiasi spesa può essere sostenuta solamente se prevista all'interno del bilancio che ne garantisce la copertura finanziaria.

## Gestione della spesa
Una parte importante del bilancio comunale riguarda la gestione della spesa (e, similmente, delle entrate) che consiste nelle fasi attraverso cui il comune predispone la somma da pagare e infine paga il soggetto terzo. Il ciclo si suddivide in quattro fasi:
- l'impegno;
- la liquidazione;
- l'ordinazione;
- il pagamento.

### Impegno
Con il termine impegno si indica una specifica fase del ciclo finanziario della spesa che coincide con il momento in cui sorge l'impegno giuridico a pagare una determinata somma di denaro. È tuttavia diffuso nella prassi, che una somma di denaro si intenda impegnata anche in assenza di un vero impegno giuridico, ma a fronte della volontà, da parte dell'ente, di riservare una somma di denaro ad una determinata spesa futura. Per questo motivo, si includono tra gli impegni sia le spese derivanti da contratti già firmati che gli stanziamenti che la Giunta e il Consiglio iscrivono a bilancio a fronte di possibili (ma non certe) spese future.
Con l'impegno vengono determinati:
- la somma da pagare;
- il soggetto creditore;
- il motivo della spesa.

Gli impegni di spesa sono indicati nel bilancio di previsione e autorizzati dal Consiglio comunale che lo approva entro il 31 dicembre. Dal punto di vista dei cittadini gli impegni rappresentano le modalità con cui il governo comunale ha deciso di investire, nel corso dell'anno le entrate, ovvero i tributi pagati dalla comunità.
L'impegno di spesa è identificato in modo inequivocabile da un numero progressivo e dall'anno finanziario in cui questo è assunto.
L'iscrizione di un impegno nel bilancio comunale non assicura che esso sia stato pagato, ma solo che l'Ente ha un debito certo nei confronti di un creditore e che quest'ultimo è stato identificato.

### Liquidazione
Il momento della liquidazione coincide con la determinazione della somma certa da pagare a fronte di un impegno assunto in precedenza. È il momento in cui dal contratto firmato che ha dato origine all'impegno si passa alla determinazione della cifra finale attraverso l'emissione di fattura da parte del soggetto creditore.

### Ordinazione
La fase dell’ordinazione consiste nell’emissione, da parte dell’amministrazione, dell’ordine al tesoriere di pagare  al  creditore  la  somma  liquidata.  Tale  ordine  prende  il  nome  di “titolo  di  spesa”,  ha  valenza interna  ed assume forma scritta.

### Pagamento
Il pagamento corrisponde al momento in cui la Tesoreria comunale, in seguito all'ordine di pagamento ricevuto, provvede all'effettivo pagamento della somma di denaro corrispondente. Si tratta di una vera e propria uscita monetaria che viene registrata nel bilancio consuntivo in accordo con la competenza di cassa.
È la fase conclusiva della gestione della spesa e concorre a determinare il risultato di cassa di fine anno. Qualora il mandato di pagamento, per un qualsiasi motivo, non possa essere emesso nell'anno finanziario nel quale è stato assunto l'impegno di spesa, il debito dell'Ente permane nella contabilità finanziaria del Comune quale residuo passivo dell'anno finanziario successivo. Con la istruttoria del conto consuntivo tutti gli impegni di spesa che residuano al 31 dicembre, su richiesta della Ragioneria, sono sottoposti a revisione da parte del settore che li ha assunti e, qualora sia venuto meno il motivo che ha portato alla loro iscrizione in bilancio, devono essere cancellati.

## Struttura della spesa
Le voci di spesa sono così suddivise:
- Missioni
  - Programmi
    - Titoli
      - Funzioni
        - Servizi
          - Interventi

rispettivamente riferiti ai principali aggregati economici (titoli), alle funzioni degli enti (funzioni), ai singoli uffici che le gestiscono (servizi) e alla natura economica dei fattori produttivi (interventi). Come per le entrate, ciascuna voce è identificata da un codice numerico.
Ad esempio la spesa per il personale del comune legato allo smaltimento dei rifiuti è codificata come 01.09.05.01 che significa:
- 01 - Titolo I - Spese Correnti (Aggregato economico)
- 09 - Funzione 09 - Gestione del territorio e dell'ambiente (Funzione dell'ente)
- 05 - Servizio 05 - Smaltimento rifiuti (Ufficio)
- 01 - Intervento 01 - Spese per il personale (Fattore produttivo)

Di seguito il dettaglio della suddivisione, per Titoli, Servizi e in seguito Funzioni. Le funzioni sono le stesse per ciascun Servizio (si immagini una tabella, dove ogni voce di spesa è riconducibile ad un Servizio/Intervento e ad una Funzione). Si ricorda, inoltre, che al pari delle entrate, la spesa si suddivide in conto corrente e conto capitale, a seconda che riguardi la gestione quotidiana dell'ente oppure progetti di lungo termine.

### Titolo I - Spesa in conto corrente
Riguarda la gestione quotidiana dell'ente e l'erogazione dei servizi comunali.
1. Personale
2. Acquisto di beni di consumo e o di materie prime
3. Prestazioni di servizi
4. Utilizzo di beni di terzi
5. Trasferimenti
6. Interessi passivi e oneri finanziari diversi
7. Imposte e tasse
8. Oneri straordinari della gestione corrente
9. Ammortamenti di esercizio
10. Fondo svalutazione crediti
11. Fondo di riserva

### Titolo II - Spese in conto capitale
Consiste in tutti i costi che il comune sostiene per l'acquisto di immobili o la realizzazione di infrastrutture e progetti a lungo termine sul territorio comunale. 
1. Acquisizione di beni immobili
2. Espropri e servitù onerose
3. Acquisto di beni specifici per realizzazioni in economia
4. Utilizzo di beni di terzi per realizzazioni in economia
5. Acquisizione di beni mobili, macchine ed attrezzature tecnico~scientifiche
6. Incarichi professionali esterni
7. Trasferimenti di capitale
8. Partecipazioni azionarie
9. Conferimenti di capitale
10. Concessioni di crediti e anticipazioni

### Titolo III - Spese per rimborso di prestiti
Si conteggiano normalmente assieme alla spesa corrente; riguardano tutte le quote che il comune deve rimborsare ad enti terzi per l'accensione di prestiti. 
1. Rimborso per anticipazioni di cassa
2. Rimborso di finanziamenti a breve termine
3. Rimborso di quota capitale di mutui e prestiti
4. Rimborso di prestiti obbligazionari
5. Rimborso di quota capitale di debiti pluriennali.

### Titolo IV - Spese per servizi per conto di terzi
Le spese derivanti da servizi per conto di terzi sono costituite dalle restituzioni delle cauzioni (prestate a favore dell'Amministrazione da Enti o privati per la concessione dell'utilizzo di beni di proprietà comunale, oppure costituite dal Comune presso altri soggetti di diritto per l'utilizzo per fini istituzionali di beni di loro proprietà), nonché dalle anticipazioni delle spese che il Comune è tenuto ad effettuare per conto di altri Enti. Ogni spesa effettuata al Titolo IV deve avere una corrispondenza al Titolo VI dell'entrata. In ogni anno finanziario gli impegni a competenza del Titolo IV della spesa devono essere pari agli accertamenti a competenza al Titolo VI dell'entrata.

### Funzioni
Ciascun servizio o intervento, viene identificato come facente parte una funzione di spesa; le funzioni vengono sempre stabilite dal T.U.E.L. e riprendono i compiti essenziali che sono svolti dall'ente comunale e che sono rappresentati dagli assessorati. 
- Funzione 01 - Servizi generali di amministrazione, di gestione e di controllo
- Funzione 02 - Servizi relative alla giustizia
- Funzione 03 - Servizi di polizia locale
- Funzione 04 - Servizi di istruzione pubblica
- Funzione 05 - Servizi relative alla cultura e ai beni culturali
- Funzione 06 - Servizi nel settore sportivo e ricreativo
- Funzione 07 - servizi relativi al turismo
- Funzione 08 - Servizi nel campo della viabilità e dei trasporti
- Funzione 09 - Servizi riguardanti la gestione del territorio e dell'ambiente
- Funzione 10 - Servizi nel settore sociale
- Funzione 11 - Servizi relativi al commercio

## Rendicontazione della spesa
Una volta determinata la categoria della spesa, possono essere attribuiti significati economici a seconda che esso venga rendicontato nel bilancio di previsione o nel bilancio consuntivo.

### Bilancio di previsione
Le spese nel bilancio di previsione vengono così rendicontate:
- Previsione di competenza, cifra stimata che il comune prevede di spendere nell'anno fiscale di riferimento.
- di cui già impegnate, cifra già vincolata da bilanci precedenti.
- di cui al Fondo Pluriennale Vincolato.
- Previsione di cassa, cifra certa che il comune prevede di spendere nell'anno fiscale di riferimento.

### Bilancio consuntivo
Le spese nel bilancio consuntivo vengono così rendicontate:
- Residui passivi al 1 gennaio dell'anno di riferimento
- Previsioni definitive di competenza (CP), cifra definitiva stimata che il comune prevede di spendere nell'anno fiscale di riferimento.
- Previsioni definitive di cassa (CS), cifra definitiva che il comune prevede di spendere nell'anno fiscale di riferimento.
- Pagamenti in conto residui (PR)
- Pagamenti in conto competenza (PC)
- Totale pagamenti (PR+PC)
- Riaccertamento residui (R)
- Impegni (I)
- Fondo Pluriennale Vincolato (FPV)
- Economie di competenza (ECP=CP-I-FPV)
- Residui passivi da esercizi precedenti (EP=RS-PR+R)
- Residui passivi da esercizio di competenza (EC=I-PC)
- Totale residui passivi da riportare (TR=EP+EC)